# Spen Valley & District Association Football League
Spen Valley & District Association Football League var en engelsk fotbollsliga baserad i Yorkshire, grundad 1909 under namnet Spen Valley Sunday School League. Toppdivisionen Premier Division låg på nivå 14 i det engelska ligasystemet.
Ligan var en matarliga till West Riding County Amateur Football League.
Ligan lades ned efter 2016/17 års säsong.

## Mästare
| Säsong  | Division One         | Division Two           |
| ------- | -------------------- | ---------------------- |
| 2005/06 | Salfia Rangers       | Wyke Wands             |
| 2006/07 | Soothill             |                        |
| 2007/08 | Dewsbury Westside    | George Healey          |
| 2008/09 |                      |                        |
| 2009/10 | Ravensthorpe Rangers | Sporting Armley        |
| 2010/11 | Oakwell              | West Bradford Spartans |